# Rione San Secondo
Il rione San Secondo è uno dei rioni che partecipa al palio di Asti. È situato nel cuore della città, e prende il nome dal suo patrono.

## La nascita
Il quartiere nasce nel periodo longobardo, nella zona est della città di Asti, appena fuori dalle fortificazioni romane, sul lato sud della strada Reale (via Maestra), intorno alla prima chiesa di San Secondo.
In questo luogo Gundoaldo, fratello della regina Teodolinda, collocò la propria corte ed il presidio militare.

La zona posteriore della collegiata è infatti risultata dagli ultimi scavi archeologici, un'area cimiteriale ricca di resti umani con preponderanza del ceppo celtico.

Questo ci fa capire come l'insediamento longobardo in Asti avvenne in modo non traumatico, nel pieno rispetto della città, al punto tale da collocare il proprio centro di potere fuori le mura.
Il nucleo abitativo comprendeva le dimore delle nuove famiglie astigiane marcatali, che cominciavano ad emergere nella società astese con i primi commerci in Francia e nelle Fiandre, in contrapposizione ai vecchi feudatari latifondisti della città “romana”.

## La nuova chiesa

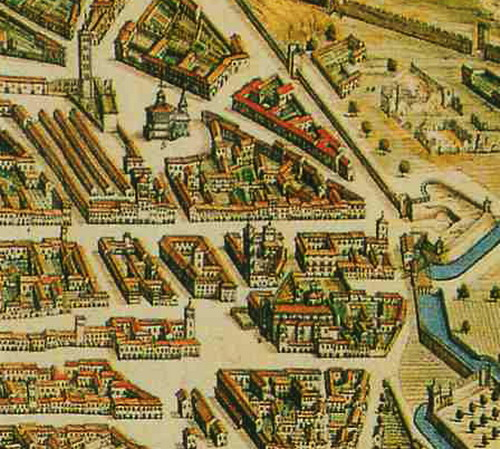
Il rione San Secondo part. del Theatrum Statuum Sabaudiae del 1671. Si noti in alto la torre Troyana e la chiesa della piccola Annunziata, in basso la collegiata di San Secondo.

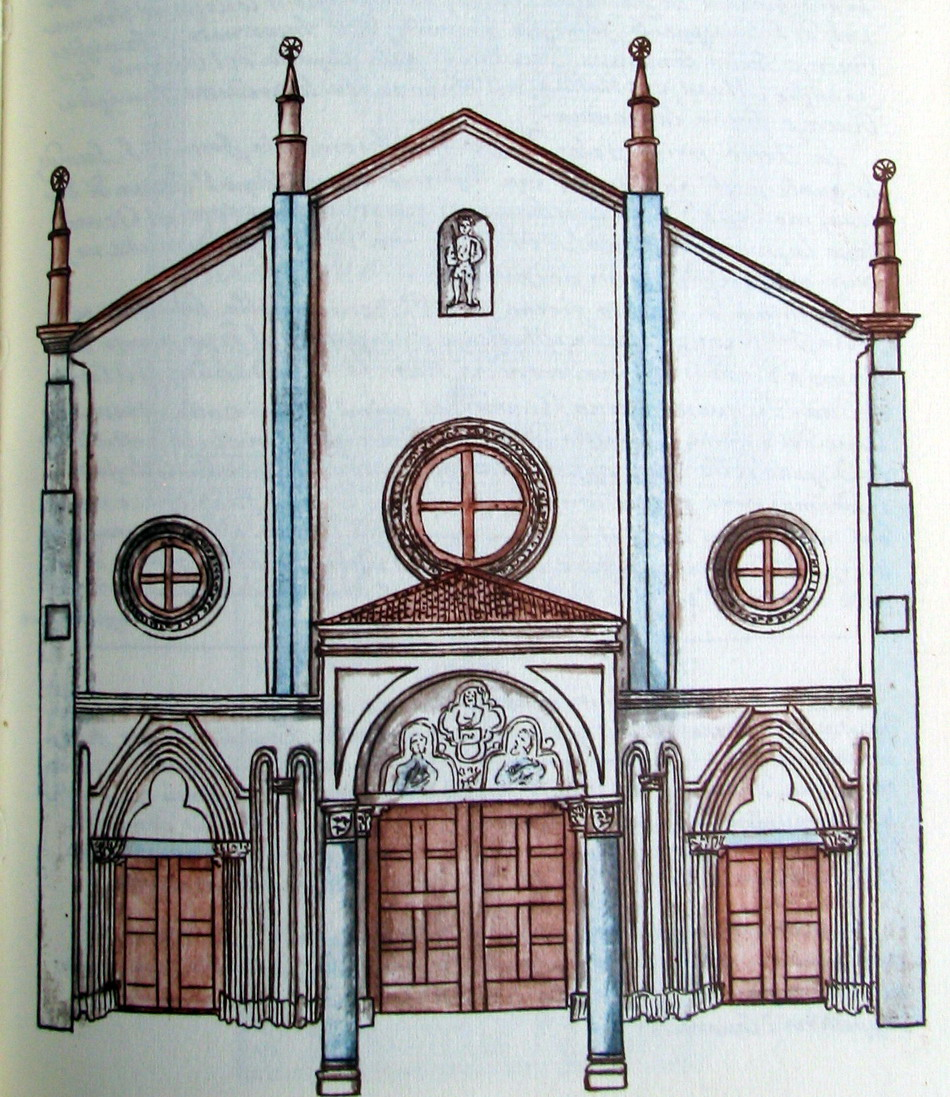
Chiesa di San Secondo in un disegno di Stefano Giuseppe Incisa del 1806

Il vescovo Brunigo trasferì momentaneamente le reliquie del patrono nella cattedrale ed eresse una nuova chiesa all'interno della cinta muraria, in seguito, il suo successore Pietro I, ottenne dall'Imperatore Ottone I di Sassonia, il diritto per i mercanti astigiani di svolgere liberamente i loro commerci sul territorio imperiale.
Questo diede una notevole stimolo economico al nuovo borgo e di conseguenza alla città di Asti, trasformando la nuova chiesa di San Secondo nella chiesa della borghesia mercatale, in contrapposizione con il polo patrizio-vescovile della cattedrale.

## Lo sviluppo
Nel XIV secolo la chiesa si ampliò e modificò la propria facciata, mantenendo solamente il grande campanile romanico.

Tutto il quartiere lasciò il campo a nuove costruzioni gotiche. Ben presto la piazza di fronte alla collegiata si pavimentò, si coronò di portici e stradine che presero il nome delle corporazioni arte-mercatali: così, ancora oggi, abbiamo i portici degli orefici, dei librai, dei cestai, dei drappieri, degli armaioli. Quindi le vie dei pellicciai e dei cappellai.
La piazza e la chiesa divennero la sede principale dei riti associativi, commerciali, politici, liturgici e ludici, sostituendo quasi completamente il polo rappresentato dalla cattedrale. Non a caso, l'offerta dei palii per la corsa, la fiera, i festeggiamenti patronali, ruotano attorno alla collegiata.
Nel XVI secolo, le vie si accorparono nelle ventine di Pellicceria, di Doreria, degli Spaderi, di San Giovanni della Fontana (famosa per la chiesa della Confraternita della “piccola Annunziata”, grande protagonista del palio nel periodo settecentesco).

Ancora oggi il rione è il cuore del centro commerciale della città.

## Il ghetto degli Ebrei

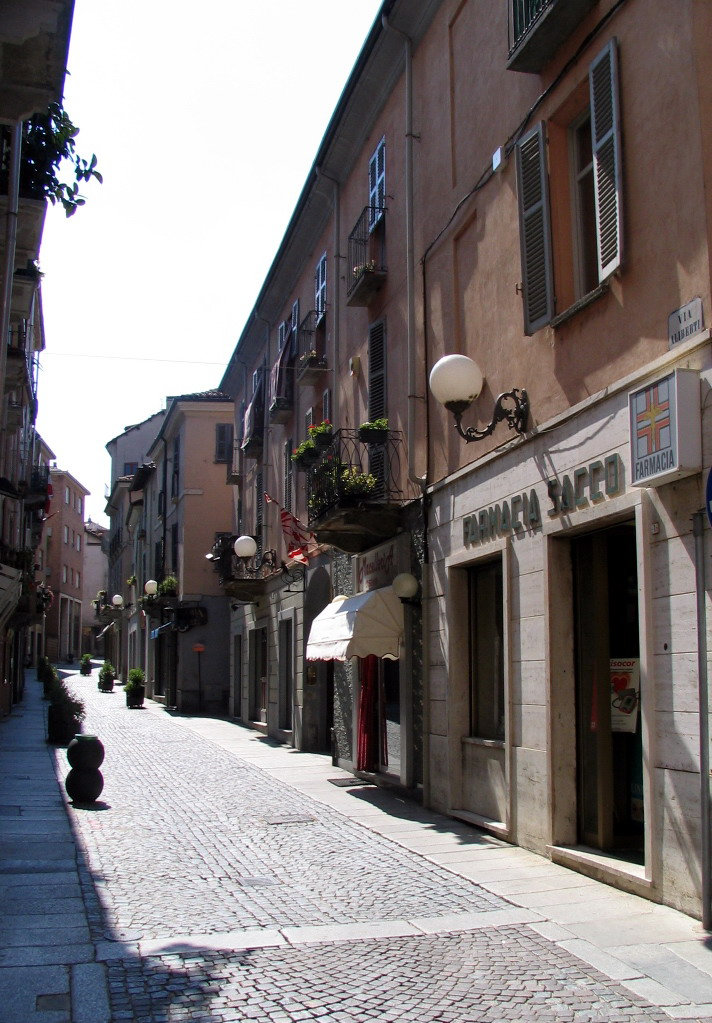
Entrata del ghetto

Nel 1723, lo stato Sabaudo istituì il ghetto per i numerosi ebrei che già da alcuni secoli vivevano in zona: nessun ebreo poteva risiedere all'esterno del recinto stabilito. Il ghetto aveva sede nella contrada degli israeliti, già dei cappellai (oggi via Aliberti) ed in quella di San Bernardino (l'attuale via Ottolenghi), dove tuttora è presente la sinagoga del XVIII secolo, con il suo museo, ricco di arredi.

Ingresso del ghetto (via Aliberti), la Sacra conversazione, opera di G. Aliberti

Gli edifici del ghetto sono ancor oggi ben distinguibili; hanno piccoli vani e sono collegate da scale, cortili e passaggi interni. L'esiguità dello spazio edificabile nel ghetto, portò gli ebrei a sviluppare le abitazioni in modo sotterraneo e verticale, con numerose sopraelevazioni, riducendo l'area dei cortili.

La casa degli Artom era la prima casa del ghetto, all'imbocco della contrada degli israeliti. Le sue finestre si affacciavano su piazza San Secondo ed il palazzo comunale. La famiglia Artom, rea di possedere le due finestre che si affacciavano “fuori”, sui “gentili”, fu obbligata a far eseguire un affresco raffigurante una “sacra conversazione”, dipinta dal pittore G. Aliberti (1662-1740), tra le due finestre, ad indennizzo del "privilegio" concesso.
Nel 1791, con l'arrivo dei francesi, gli ebrei furono considerati cittadini liberi a tutti gli effetti, e nel 1797, ad Asti vennero abbattuti i portoni del ghetto. La libertà fu di breve durata. Con la Restaurazione (1815) furono ribadite le vecchie restrizioni antiebraiche. La total emancipazione della comunità ebraica avvenne nel 1848 con lo Statuto Albertino. Le famiglie ebraiche più ricche acquistarono nuove case fuori il vecchio recinto, anche se questo rimase il quartiere degli ebrei poveri e il centro dell'istituzioni comunitarie.  Nacque la prima macelleria kasher, ed il primo istituto scolastico ebraico in città (l'istituto Clava). Nel 1889 la sinagoga venne ristrutturata con l'ampliamento del matroneo e dei finestroni.
Gli ebrei furono così integrati nel tessuto sociale della società astigiana, fino alla seconda guerra mondiale e alle persecuzioni nazi-fasciste che svuotarono il ghetto deportandone gli abitanti. Solo tre dei trenta deportati fecero ritorno ad Asti (una lapide nel cortile della sinagoga ricorda i nomi dei deportati). Dopo la liberazione, gli ebrei astigiani, ridotti ad un numero esiguo, non hanno più potuto ricostruire la loro comunità che esiste oggi solo come sezione di quella di Torino.

## I principali palazzi ed edifici storici del rione San Secondo

La torre Troyana e la Confraternita della piccola Annunziata

- Il palazzo degli Spagnoli, in corso Alfieri, angolo via al Teatro, presenta un interessantissimo angolare con l'immagine di due cavalieri che si affrontano in torneo. Il cortile interno presenta quattro colonne con gli stemmi Trivulzio-Colleoni e Vimercate. Qui probabilmente si era stabilito il presidio di Carlo V d'Asburgo e la signoria sforzesca.
- Palazzo del comune, di fianco alla collegiata, opera di Benedetto Alfieri, nell'atrio sono ancora presenti le vecchie misure medievali, i "rasi", utilizzati nel commercio.
- Palazzo del Podestà o dei Notai, a pochi metri dal comune, è uno degli edifici meglio conservati del XIII secolo.
- Canonica Causarum, tra piazza San Secondo e piazza Statuto, è l'edificio amministrativo medievale del Comune, dove si svolgeva la giustizia.
- La torre Troyana o dell'orologio, con attiguo palazzo del Governatore, è anche il simbolo della città.

## La Confraternita della Piccola Annunziata e la Compagnia di San Secondo
La Confraternita della piccola Annunziata e la Compagnia di san Secondo sono le due principali associazioni del rione, che hanno partecipato nei secoli alla corsa del palio.
La Confraternita della piccola Annunziata nel XVII secolo si trasferì dal borgo Santa Maria Nuova a causa delle continue guerre con gli spagnoli.

Edificò la nuova chiesa nella ventina di San Giovanni della fontana (l'odierna piazza Medici), di fronte alla torre Troyana.

I confratelli, chiamati “battuti blu”, provenivano principalmente dal rione San Secondo, San Silvestro e Santa Maria Nuova.

La chiesa venne abbattuta all'inizio del Novecento, per far posto alla fontana dell'Acquedotto (1908).
La Compagnia di san Secondo era una associazione nata per la festa ed il culto del martire astigiano, aveva ed ha tuttora una cappella nella Collegiata e ha sempre corso con i colori rosso listati di bianco.

## Lo stemma

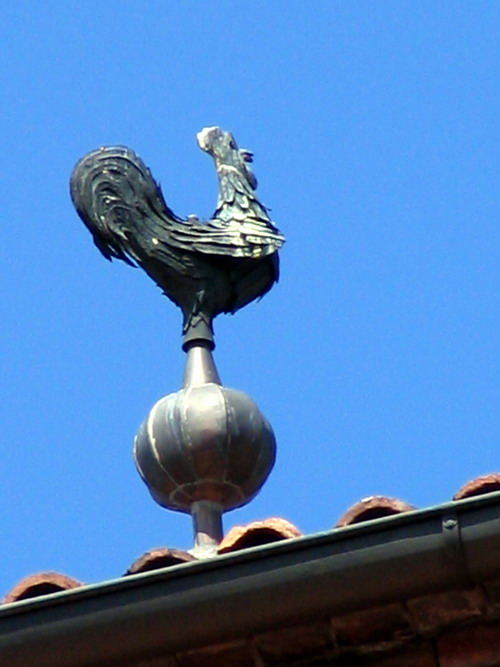
Il galletto della cupola della Collegiata

Il rione San Secondo è da sempre definito il rione del Santo e si fregia dei simboli e dei colori del Comune di Asti.

Lo stemma è ondato di bianco e di rosso con san Secondo raffigurato a cavallo con in mano la città di Asti al naturale.
I rionaioli sono chiamati “galletti”, perché il gallo è simbolo della città e fin dal XIII secolo è ornamento terminale della cupola della chiesa di San Secondo.
Già i Romani quando dichiaravano guerra, facevano portare dai loro ambasciatori un gallo sulla frontiera nemica, in segno di sfida e di combattimento.
Nel medioevo, in araldica questo animale rappresentava arditezza, generosità, vigilanza e custodia ardita delle libertà comunali.

## Le vittorie al Palio di Asti

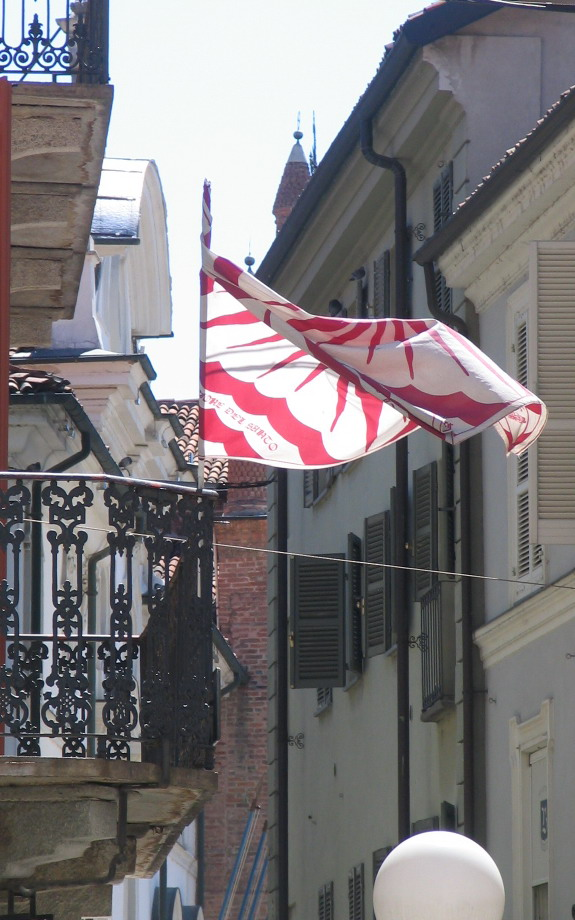
Bandiera del Rione San Secondo

Le vittorie della Confraternita dell'Annunziata sono contese sia dal rione San Secondo che dal rione San Silvestro, il primo per l'ubicazione della Confraternita in piazza Medici, contrada di San Giovanni della Fontana, quindi nel rione di San Secondo; il secondo per la numerosa presenza nei confratelli di rionaioli di San Silvestro.

- 1655, Confraternita della SS.Annunziata
- 1657, Confraternita della SS.Annunziata
- 1658, Confraternita della SS.Annunziata
- 1661, Confraternita della SS.Annunziata
- 1669, Confraternita della SS.Annunziata
- 1671, Confraternita della SS.Annunziata
- 1672, Confraternita della SS.Annunziata
- 1673, Confraternita della SS.Annunziata, Paggio Giorgio del Pero
- 1719, Confraternita della SS.Annunziata, Paggio Antonio Torrello di Ovada, cavallo barbaro
- 1720, Confraternita della SS.Annunziata,  Paggio Antonio Torrello di Ovada, cavallo barbaro
- 1744, Confraternita della SS.Annunziata, Paggio Antonio Ranco, cavallo grigio
- 1752, Confraternita della SS.Annunziata, Paggio Antonio Ranco, cavallo baio
- 1754, Confraternita della SS.Annunziata, Paggio Antonio Ranco, cavallo maltese castagno
- 1755, Confraternita della SS.Annunziata, Paggio Antonio Ranco, cavallo maltese
- 1757, Confraternita della SS.Annunziata, Paggio Antonio Ranco, cavallo barbaro
- 1758, Confraternita della SS.Annunziata, Paggio Antonio Ranco
- 1761, Confraternita della SS.Annunziata, Paggio Antonio Ranco, cavallo sardo

Lo storico Ludovico Vergano asserisce che tra il 1655 ed 1761, la Confraternita vinse ben 39 Palii.
- 1765, Compagnia di San Secondo, Paggio Antonio Ranco, cavallo sardo
- 1781, Confraternita della SS.Annunziata, Giovanni Bodone detto Balin,
- 1791, Compagnia di San Secondo, Paggio Priocchino
- 1807, Compagnia di San Secondo, Paggio Felice Manè , cavallo toscano
- 1823, Compagnia di San Secondo, Paggio Secondo Montrucchio
- 1830, Compagnia di San Secondo, Paggio Pietro Brunello,
- 1835, Francesco Massola, sotto gli auspici di San Secondo, paggio Giovanni Pistone.
- 1836, Francesco Massola, sotto gli auspici della SS Annunziata, paggio Giovanni Pistone.
- 1838, Giuseppe Busso, sotto gli auspici di San Secondo, Paggio Tommaso Taricco
- 1839, Festa Michelangelo, sotto gli auspici della SS Annunziata, paggio Secondo Camerano, cavallo sardo
- 1841, Festa Michelangelo, sotto gli auspici di San Secondo, paggio Secondo Camerano, cavallo sardo

Nel dopoguerra,
- 1982, Fantino Mariolino Beccarsi detto Lo Scarus, cavallo Gamble of Gold (Argento)
- 2000, Palio del Giubileo, Fantino Maurizio Farnetani detto Bucefalo, cavallo Thera (Luna Rossa)
- 2007, Fantino Giovanni Atzeni detto Tittìa, cavallo Blue Girl (Impera), scosso